# Samding Dorje Phagmo

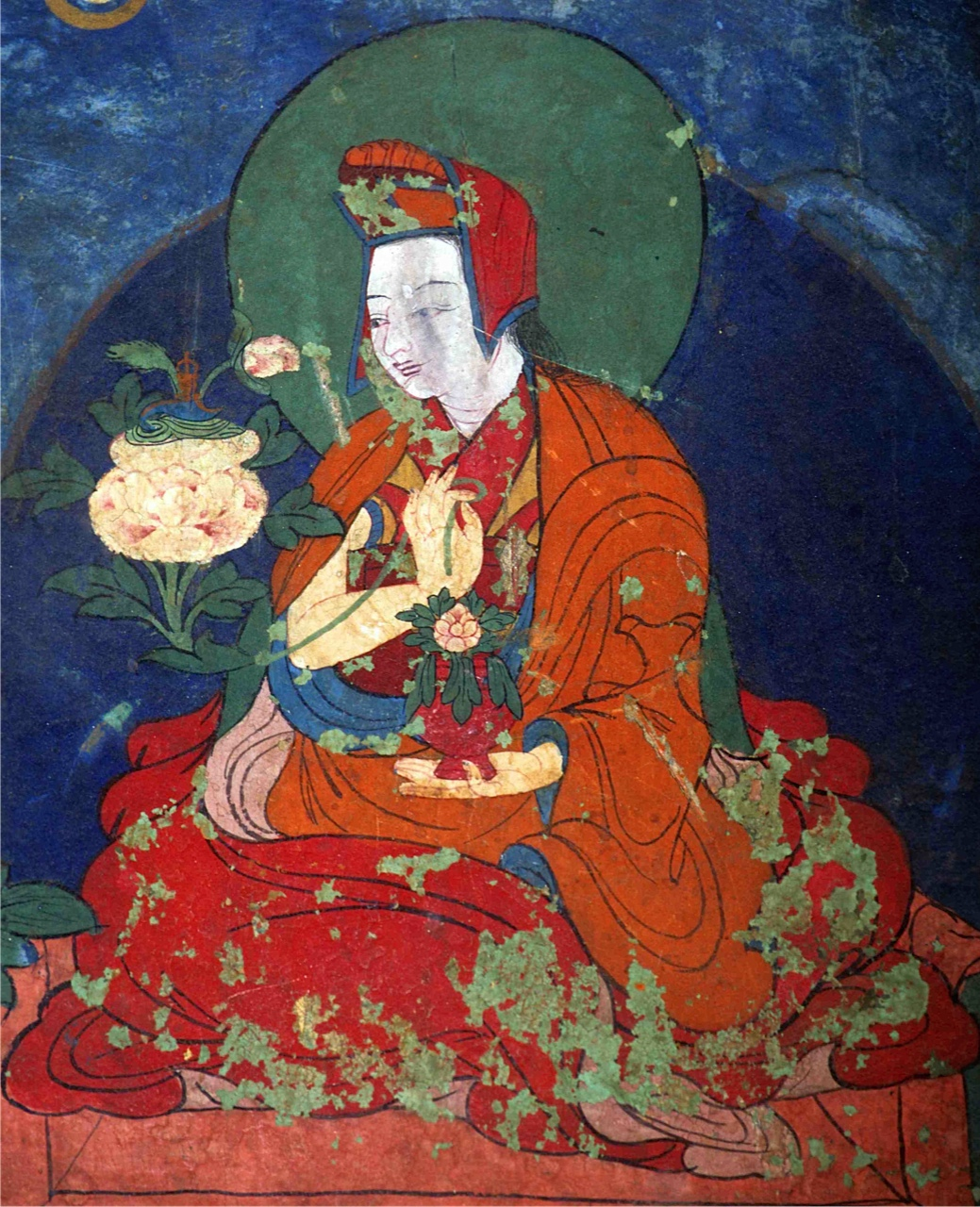
Chökyi Drönma (1422–1455) è stata la prima Samding Dorje Phagmo

La Samding Dorje Phagmo (in tibetano: བསམ་སྡིང་རྡོ་རྗེ་ཕག་མོ་སྤྲུལ་སྐུ།, traslitterazione Wylie: bsam-sding rdo-rje-phag-mo sprul-sku, pinyin: Samding Dojêpagmo Zhügu) è la guida spirituale di sesso femminile più importante del Tibet, nonché terza nella gerarchia dopo il Dalai Lama e il Panchen Lama.
È stata elencata tra le reincarnazioni di rango più alto al tempo del V Dalai Lama, riconosciuta sia dal governo tibetano che dagli imperatori della dinastia Qing. Nella sua prima reincarnazione, come Chökyi Drönma (1422–1455), fu studentessa e consorte di Thang Tong Gyalpo, che per primo la riconobbe come l'incarnazione di Machig Labdrön attraverso il lignaggio Vajravārāhī. La sede della Samding Dorje Phagmo si trova nel monastero di Samding, in Tibet.

## Storia
Il lignaggio iniziò nel XV secolo con la principessa del Gungthang Chökyi Drönma (1422–1455). Studentessa e consorte di Thang Tong Gyalpo, egli la riconobbe come prima Samding Dorje Phagmo: iniziò così la linea di successione dei tulku di sesso femminile. Chökyi Drönma era la figura principale della tradizione Bodongpa del buddismo tibetano. Morì nel monastero di Manmogang a Tsari, vicino al confine indiano, nel 1455.
Nell'era premoderna del Tibet, le incarnazioni della Samding Dorje Phagmo furono trattate con privilegio reale e, insieme ai Dalai e ai Panchen Lama (e agli Amban cinesi durante la loro permanenza nel Paese) furono autorizzate a viaggiare su lettiga o portantina. Diversamente dalla maggior parte delle donne religiose, alle Dorje Phagmo era permesso portare i capelli lunghi; tuttavia, era proibito dormire sdraiati – tuttavia durante il dì era permesso dormire seduti su una sedia, mentre durante la notte era previsto rimanessero in una posizione meditativa.
La nona Dorje Phagmo, Choying Dechen Tshomo (?–1843), divenne una rinomata maestra spirituale: ciò è dovuto non solo al fatto di essere una Samding Dorje Phagmo, ma anche per la tradizione Nyingma e per aver scoperto alcuni Terma. Morì nel 1843 al monastero di Samye. La reliquia del suo teschio, considerata sacra, è conservata nel monastero Nyingma situato sull'isola Yumbudo, nel lago Yamdrok.
Dechen Chökyi Drönma, la dodicesima Dorje Phagmo, venne riconosciuta come tale dal XIV Dalai Lama. Ella servì come vice-presidente della Buddhist Association of China al fianco del decimo Panchen Lama durante il periodo di presidenza del XIV Dalai Lama. Nel 1958 andò a Lhasa, dove ricevette l'empowerment di Yamantaka dal Dalai Lama e quello di Vajrayogini dal suo precettore, Losang Yeshe Tenzin Gyatso Pelsangpo. Al giorno d'oggi, ella ricopre il ruolo di vice-presidente della regione autonoma del Tibet ed è membro del comitato permanente della conferenza politica consultiva del popolo cinese.

## Elenco delle Samding Dorje Phagmo
|    | Nome                          | Immagine | Anno nascita-morte | Nome Han/Traslitterazione pinyin         | Grafia tibetana/Traslitterazione Wylie                 |
| -- | ----------------------------- | -------- | ------------------ | ---------------------------------------- | ------------------------------------------------------ |
| 1  | Chökyi Drönma                 |          | 1422–1455          | 曲吉卓美S, qǔ jí zhuó měiP               | ཆོས་ཀྱི་སྒྲོན་མེ་, chos kyi sgron me                          |
| 2  | Kunga Zangmo                  |          | 1459–1503          | 贡噶桑姆S, gòng gá sāng mǔP              | ཀུན་དགའ་བཟང་མོ་, kun dga' bzang mo                       |
| 3  | Nyendrak Zangmo               |          | 1504–1544          | 年扎桑姆S, nián zā sāng mǔP              | སྙན་གྲགས་བཟང་མོ་, snyan grags bzang mo                    |
| 4  | Orgyen Tsomo                  |          | 1545–1610          | 乌坚珠姆S, wū jiān zhū mǔP               | ཨོ་རྒྱན་གཙོ་མོ་, o rgyan gtso mo                            |
| 5  | Yeshe Tsomo                   |          | 1556–1610          | 卡举白姆S, kǎ jǔ bái mǔP                 | མཁའ་སྤྱོད་དཔལ་མོ་, mkha' spyod dpal mo                     |
| 6  | Dechen Trinle Tsomo           |          | 1611–1677          | 赤来措姆S, chì lái cuò mǔP               | འཕྲིན་ལས་མཚོ་མོ་, 'phrin las mtsho mo                      |
| 7  | Chödron Wangmo                |          | 1678–1722          | 曲珍旺姆S, qǔ zhēn wàng mǔP              | ཆོས་སྒྲོན་དབང་མོ་, chos sgron dbang mo                      |
| 8  | Kelzang Choden Wangmo         |          | 1723–1772          | 德庆旺姆S, dé qìng wàng mǔP              | བདེ་ཆེན་དབང་མོ་, bde chen dbang mo                        |
| 9  | Choying Dechen Tsomo          |          | ?–1843             | 曲英德庆措姆S, qǔ yīng dé qìng cuò mǔP   | ཆོས་དབྱིངས་བདེ་ཆེན་མཚོ་མོ་, chos dbyings bde chen mtsho mo    |
| 10 | Ngawang Kunzang Dechen Wangmo |          | 1857–1882          | 阿旺公桑旺姆S, ā wàng gōng sāng wàng mǔP | ངག་དབང་ཀུན་བཟང་དབང་མོ་, ngag dbang kun bzang dbang mo    |
| 11 | Tubten Chöying Pelmo          |          | 1889–1937          | 土登曲尼白姆S, tǔ dēng qǔ ní bái mǔP     | ཐུབ་བསྟན་ཆོས་དབྱིངས་དཔལ་མོ་, thub bstan chos dbyings dpal mo |
| 12 | Dechen Chökyi Dronma          |          | 1942–              | 德庆曲吉珍美S, dé qìng qǔ jí zhēn měiP   | བདེ་ཆེན་ཆོས་ཀྱི་སྒྲོན་མེ་, 'bde chen chos kyi sgron me          |